# Hành vi tình dục không an toàn
Hành vi tình dục không an toàn mô tả hoạt động sẽ làm tăng khả năng một người tham gia tình dục với người khác đang mắc bệnh lây truyền qua đường tình dục sẽ bị nhiễm bệnh hoặc mang thai, hoặc khiến đối tác (bạn tình) có thai. Nó có hai ý nghĩa tương tự: mô tả hành vi của chính họ và mô tả hành vi của đối tác. Hành vi có thể là hành vi giao hợp âm đạo, bằng miệng hoặc qua hậu môn mà không được bảo vệ. Còn đối tác có thể là đối tác không chung thủy, người dương tính với HIV hoặc người tiêm chích thuốc qua đường tĩnh mạch. Sử dụng ma túy có mối liên quan đến các hành vi tình dục không an toàn.

## Mô tả
Hành vi tình dục không an toàn có thể là:
- Quan hệ tình dục không sử dụng bao cao su.
- Miệng - tiếp xúc với bộ phận sinh dục.
- Bắt đầu hoạt động tình dục khi tuổi còn trẻ.
- Có nhiều bạn tình.
- Có đối tác nguy cơ cao, một người mà có nhiều bạn tình hoặc truyền nhiễm.
- Quan hệ tình dục qua đường hậu môn.
- Quan hệ với bạn tình từng tiêm chích thuốc.
- Tham gia hoạt động mại dâm.[4]

Hành vi tình dục không an toàn bao gồm giao hợp không có bảo vệ, nhiều bạn tình và sử dụng ma túy bất hợp pháp. Việc sử dụng rượu và ma túy bất hợp pháp làm tăng nguy cơ mắc bệnh lậu, bệnh chlamydia, trichomonas, viêm gan siêu vi B và HIV/AIDS. Chấn thương trong quan hệ tình dục qua đường hậu môn được xác định là một hành vi tình dục không an toàn.
Thanh thiếu niên Bắc Mỹ quan hệ tình dục có thể được chấp nhận nhưng không có biện pháp thích hợp để dự phòng nhiễm trùng hoặc mang thai. Nhận thức sai lầm về tính không dễ bị tổn thương và việc thực hành bất chấp những hậu quả lâu dài thúc đẩy xu hướng hành vi tình dục không an toàn. Hành vi tình dục không an toàn có thể dẫn đến những hậu quả nghiêm trọng cho cả chính họ và cho (những) đối tác. Hậu quả này thường gồm ung thư cổ tử cung, thai ngoài tử cung và vô sinh. Có một mối liên hệ tồn tại giữa tỷ lệ mắc cao hơn ở những người có nghệ thuật cơ thể (xỏ lỗ thân thể và xăm mình) với hành vi tình dục không an toàn.

## Dịch tễ học
Đa số thanh thiếu niên Canada và Mỹ tuổi từ 15 đến 19 mô tả đã có quan hệ tình dục ít nhất một lần. Ở những đối tượng này, 23,9% và 45,5% của thiếu niên và vị thành niên mô tả đã quan hệ tình dục với hai hoặc nhiều bạn tình vào năm trước. Trong đó 32,1% số nam giới Canada có từ hai đối tác trở lên và 50,8% nam giới Mỹ cũng tương tự.

## Sự can thiệp
Một số yếu tố liên quan đến các hành vi tình dục không an toàn - như dùng bao cao su không phù hợp, sử dụng rượu, lạm dụng chất gây nghiện, trầm cảm, thiếu hỗ trợ xã hội, bị giam giữ gần đây, sống cùng đối tác, quan hệ bạo lực với bạn tình và lạm dụng tình dục trẻ em - vẫn có những điểm can thiệp thích hợp để ngăn chặn lần thực hiện hành vi tình dục không an toàn tiếp theo; tuy nhiên, cần có nhiều hơn nghiên cứu để xác lập chính xác mối quan hệ nhân quả giữa các yếu tố này với hành vi tình dục không an toàn. Để giảm nguy cơ về sức khỏe tình dục có thể bao gồm các bài tập truyền động lực, kỹ năng quyết đoán, các can thiệp giáo dục và hành vi. Xây dựng chiến lược và triển khai giúp đỡ những người mắc bệnh tâm thần nặng có thể cải thiện kiến thức, thái độ, niềm tin, hành vi hay thực hành (bao gồm cả kỹ năng quyết đoán) để hướng đến việc giảm thiểu hành vi tình dục không an toàn.